# En la puta vida
En la puta vida es una película uruguaya de 2001, en coproducción con Bélgica, España y Cuba. Dirigida por Beatriz Flores Silva y basada en el libro El huevo de la serpiente, de la periodista y escritora uruguaya María Urruzola, es una comedia dramática protagonizada por Mariana Santángelo, Silvestre, Josep Linuesa, Andrea Fantoni y Martha Gularte.

## Sinopsis
Sin recursos, con dos hijos y el sueño de tener su propia peluquería en Montevideo, Elisa comienza a trabajar como acompañante y pronto, como prostituta. Junto a su amiga Lulú y el proxeneta de ambas, Plácido el Cara, se instalan en Barcelona. Pero esos sueños que al principio parecían realizables empiezan a desvanecerse: los maltratos de Plácido, las peleas con otras prostitutas y travestis y finalmente la muerte de Lulú obligan a Elisa a abandonar a Plácido; comenzará a colaborar con Marcelo, un policía sensible que la ayudará a volver a Uruguay.

## Protagonistas
- Mariana Santángelo (Elisa)
- Silvestre (Plácido, el Cara)
- Josep Linuesa (Marcelo)
- Andrea Fantoni (Lulú)
- Martha Gularte
- Fermi Herrero
- Augusto Mazzarelli
- Ileana López
- Hugo Blandamuro

## Premios
- Premios a la mejor película, mejor actuación femenina y premio del público en el Festival de Lérida (2002).
- Mención especial del jurado en el Festival de Cine Latino de Miami (2002).
- Segundo premio en el Festival Internacional de Cine Latino de Chicago (2002).
- Tercer premio del público en el Festival Internacional de Cine Latino de Los Ángeles (2002).
- Premio a la mejor actuación femenina en la Semana de Cine Iberoamericano de Villaverde, España (2002).
- Premio Mercosur a la película favorita del público en el Festival Iberoamericano de Cine y Video Cinesul, Río de Janeiro (2002).
- Mención especial en el Festival de Cine de Santa Cruz, Bolivia (2002).
- Premio a la mejor actuación femenina en el Festival Internacional de Cine de Viña del Mar (2002).
- Premio del público en el Festival Internacional de Cine de Paraguay (2002).
- Premio al mejor director en el Festival de Cine de Bogotá (2002).
- Premio especial del jurado en el Festival de Cine Latinoamericano de Trieste (2001).
- Colón de Oro y Llave de la libertad en el Festival de Cine Iberoamericano de Huelva (2001).
- Premio Radio La Habana en el Festival del Nuevo Cine Latinoamericano, La Habana (2001).
- Premio especial y premios a la mejor música y actriz revelación, Asociación de Críticos de Cine del Uruguay (2001).[3]